# Palais des eaux courantes
Le Palacio de Aguas Corrientes ou Palais des eaux courantes est un édifice de la ville de Buenos Aires, qui fut un dépôt d'eau potable et qui est aujourd'hui le Musée du patrimoine historique de la capitale. Il est situé dans le quartier de Balvanera, dans l'îlot carré constitué par les actuelles Avenida Córdoba, Calle Ayacucho, Viamonte et Riobamba. Il fut construit entre 1887 et 1894 par les architectes Carl Nyströmer et Olaf Boyees dans le style architectural de l'éclectisme alors en vogue en Europe. C'est incontestablement un des plus beaux édifices de la cité qui conserve à l'intérieur une bonne part de l'histoire sanitaire de la ville. Son adresse est Avenida Córdoba no 1950.

## Historique
Dans la décennie 1870, la ville de Buenos Aires qui grandissait rapidement avait atteint plus d'un million trois cent mille habitants. On commença à rechercher un terrain susceptible de devenir l'emplacement d'un gros dépôt d'eau potable. La nécessité était d'éviter toute menace sur la santé publique. On porta son choix sur ce lieu, dont les conditions d'emplacement et de nature des sols semblaient idéaux. La beauté de l'ensemble le fit rapidement s'appeler palais. Mais ce fut surtout un grand progrès dans l'amélioration de l'hygiène de la ville. Jusqu'ici la population avait utilisé d'innombrables citernes, certaines d'ailleurs joliment ornées. Ces instruments hygiéniquement douteux purent être abandonnés et, progressivement, grâce à cet édifice, chacun put consommer de l'eau sans danger.
Le bâtiment actuel appartient à la compagnie  Aguas Argentinas  (« Les eaux argentines »), anciennement Obras Sanitarias de la Nación  (« Ouvrages sanitaires de la Nation »).
Bien que moins ostentatoires dans leur ornementation et moins célèbres qu'Aguas Corrientes, la ville possède deux autres grands dépôts d'eau potable (ou châteaux d'eau) en forme de palais, de style néo-Renaissance française cette fois. Il s'agit du Depósito de Gravitación de Caballito (es) (« dépôt de gravitation du Petit Cheval ») terminé en 1915 dans le quartier de Caballito, et du Depósito de Gravitación de Villa Devoto (es) (« dépôt de gravitation de la Villa du Dévot »), mis en service en 1917 dans le quartier de Villa Devoto.

Les autres palais châteaux d'eau de Buenos Aires
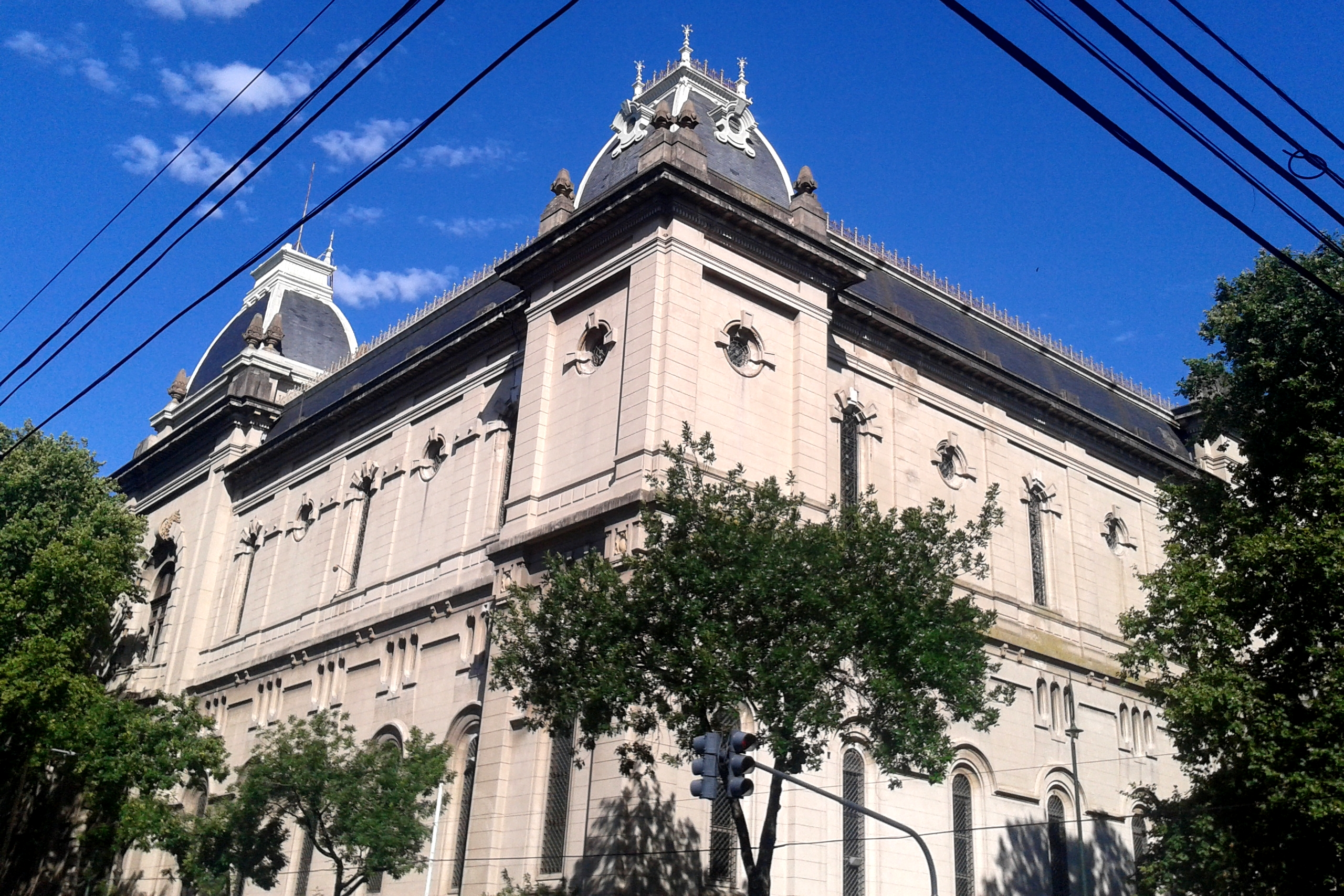
Depósito de Gravitación de Villa Devoto
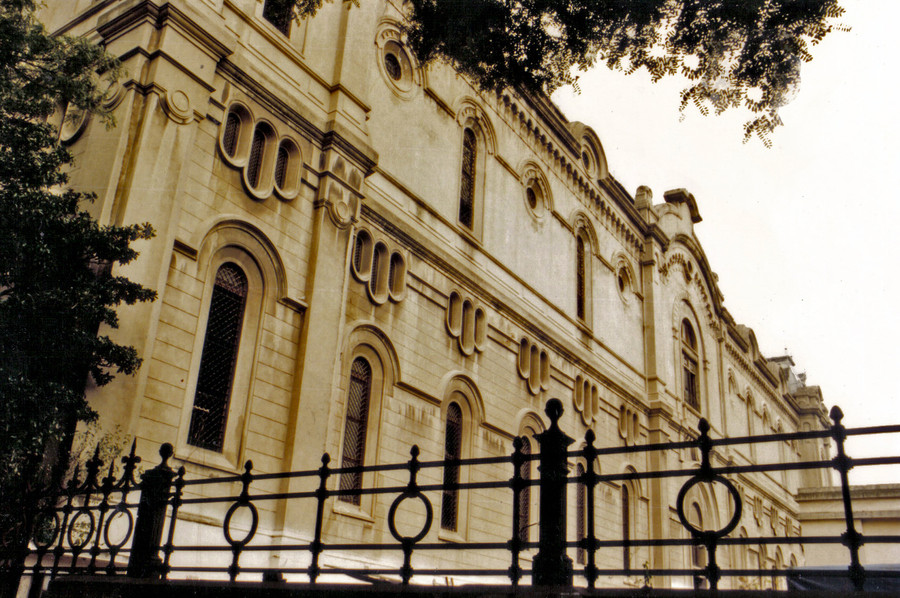
Depósito de Gravitación de Caballito

## Description
L'édifice du Palais des eaux courantes, de plan rectangulaire, a une hauteur de plus de 21 mètres. Les parois du rez-de-chaussée atteignent 1,80 mètre d'épaisseur, et contiennent pas moins de 180 colonnes distantes de 6 mètres entre elles et qui constituent la structure de soutien de six grands réservoirs situés aux trois étages et d'une contenance globale à l'origine de plus 72 000 m3 d'eau potable.
Le poids total de l'ensemble (avec les réservoirs remplis) atteignait 135 000 tonnes, ce qui donne une idée de la complexité technique de l'ouvrage à l'époque.
Le style architectural du palais constitue un exemple exceptionnel voire unique en Argentine de l'architecture éclectique de la fin du XIXe siècle, entouré de jardins, circonscrits par des grilles de fer entre des piliers. Ses quatre façades sont recouvertes de céramique vitrifiée où sont représentés les écussons des diverses provinces argentines. 
Le caractère éclectique du style, typique de son époque, est différent cependant d'autres grandes constructions éclectiques de la fin de ce siècle en Argentine. L'hétérogénéité de ses composants sert à masquer les dépôts d'eau à l'intérieur et veut donner l'illusion d'autre chose, en l'occurrence d'un luxueux palais.
La Comisión Nacional de Museos y Monumentos y Lugares Históricos  (« Commission nationale des musées, monuments et lieux historiques »), ainsi que le Secretaría de Cultura de la Nación  (« Secrétariat à la Culture de la Nation ») ont déclaré le palais Monument Historique National en 1989.

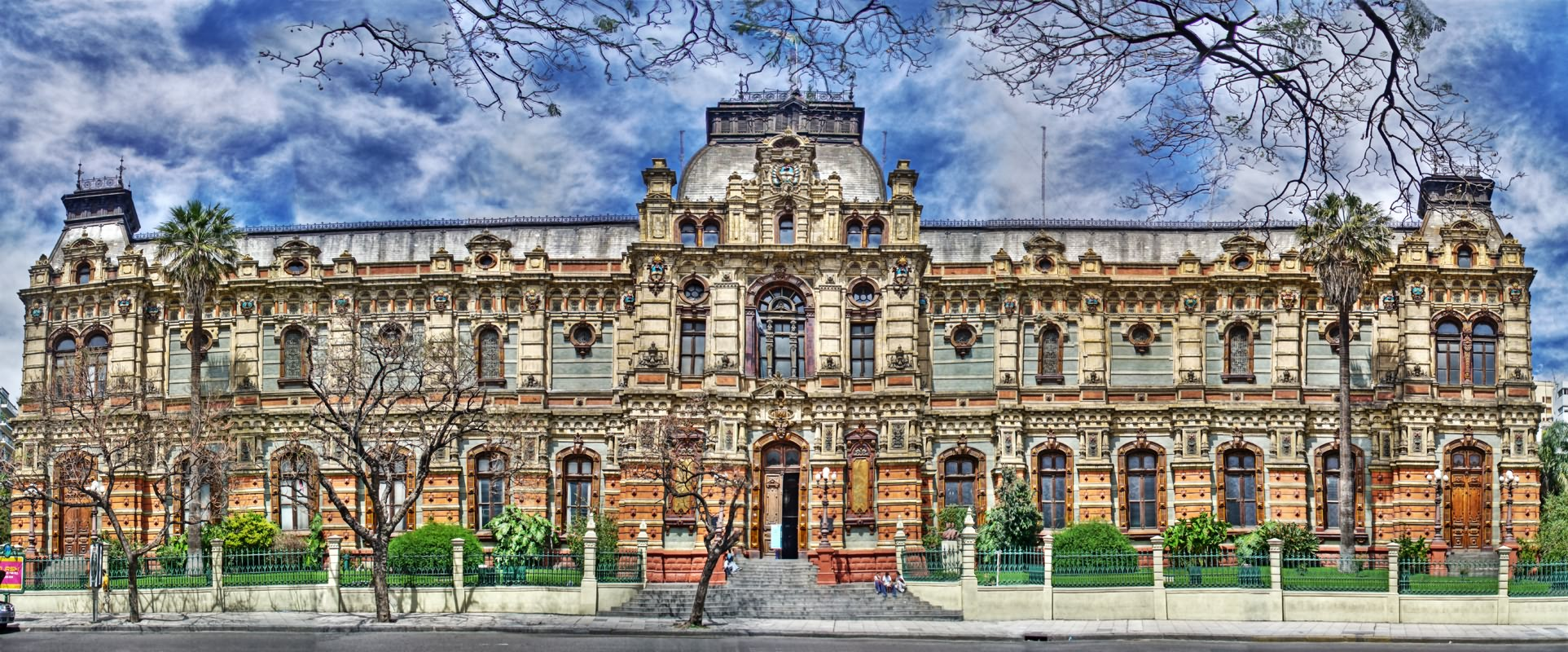
Vue panoramique de la façade principale sur lAvenida Córdoba (« Avenue de Cordoue »).

## Métro
- Ligne de métro , station "Callao" qui se trouve aux environs de l'Avenida Córdoba no 1800.

## Galeries

Le Palais des eaux courantes, à l'extérieur
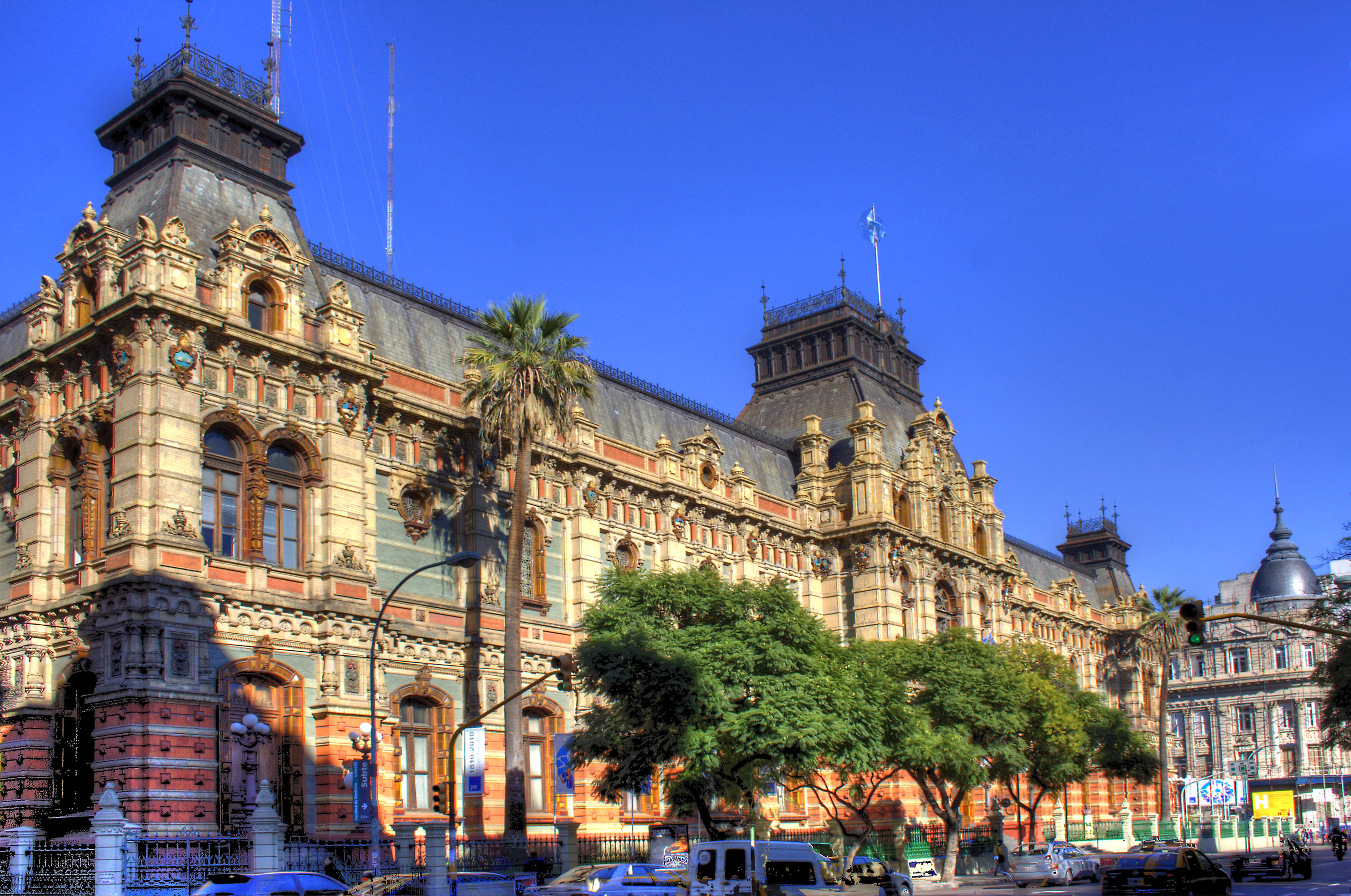
Façade principale vue de trois-quarts sur l'avenue Córdoba.
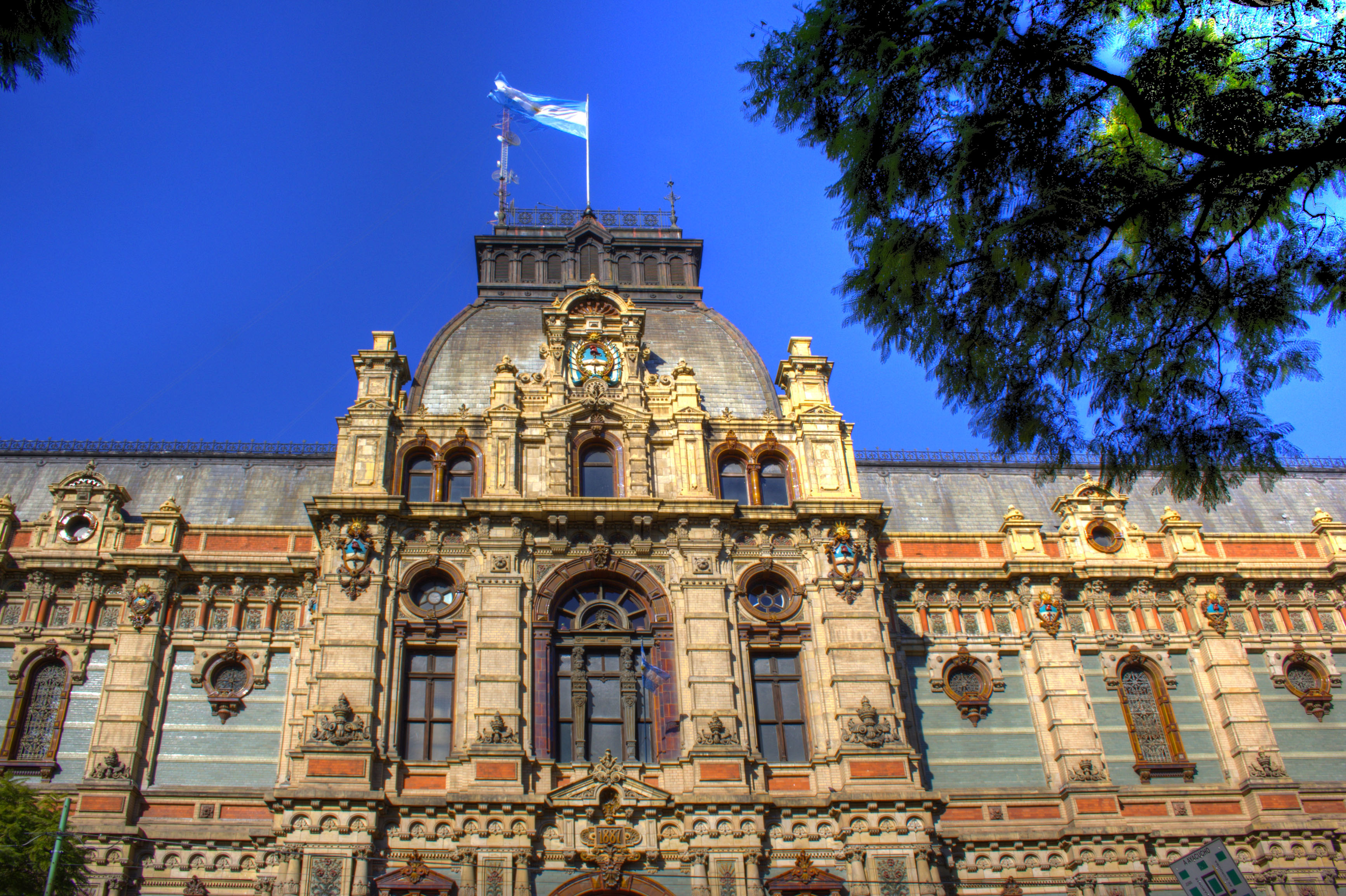
Détail de la façade principale au-dessus de la porte d’entrée.
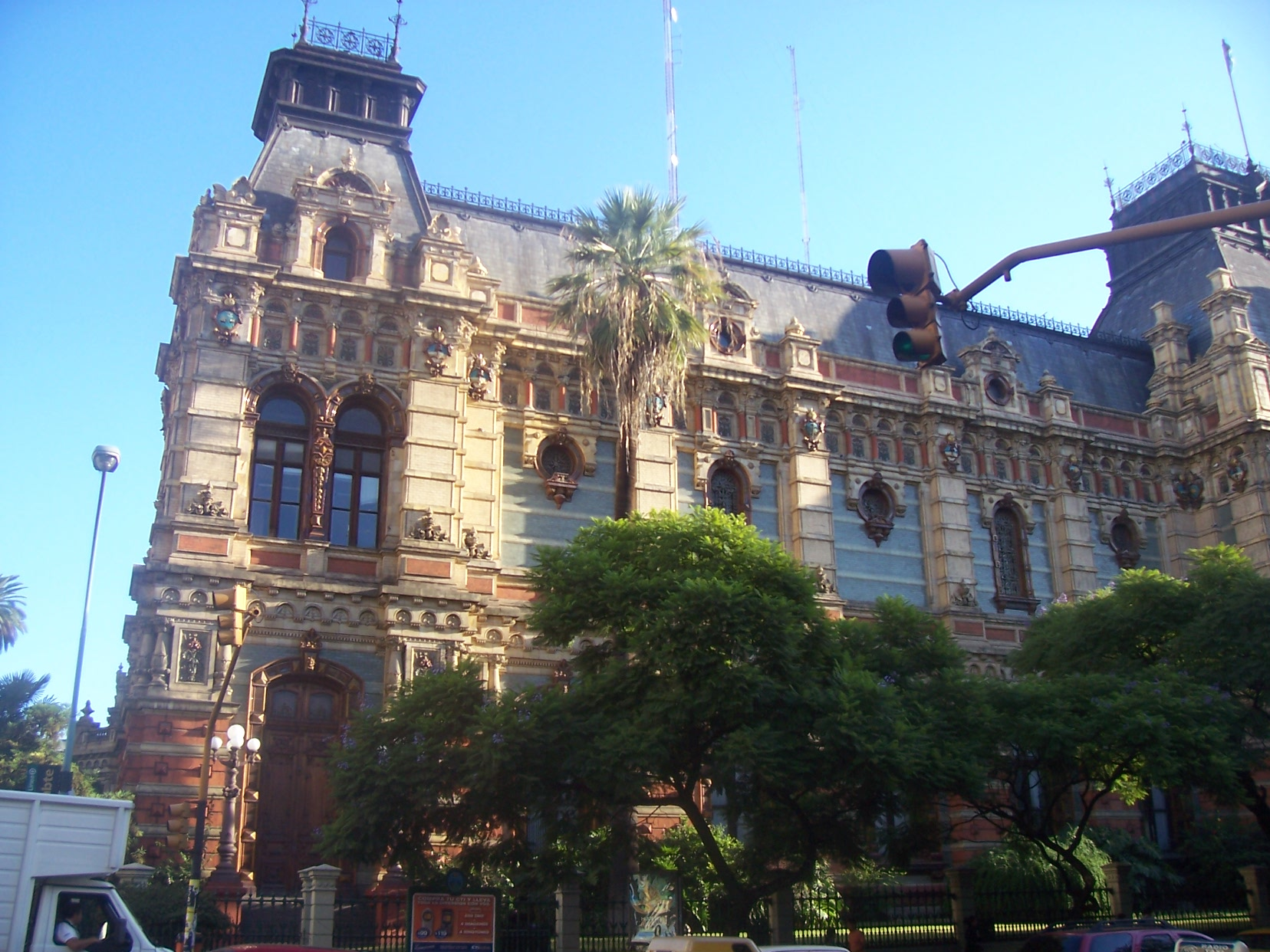
Au coin des rues Ayacucho et Riobamba.
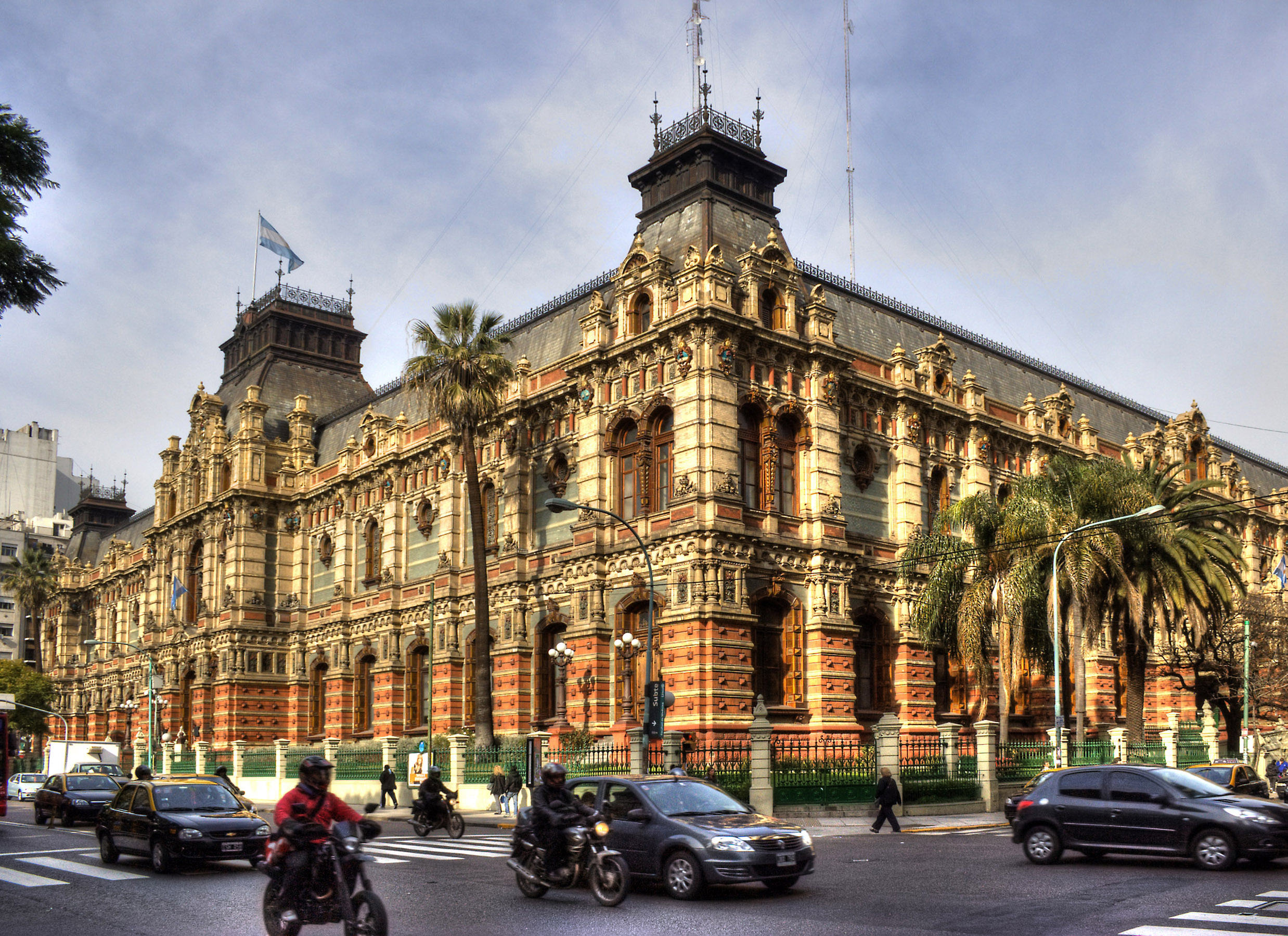
Coin des rues Ayacucho et Riobamba (autre point de vue).
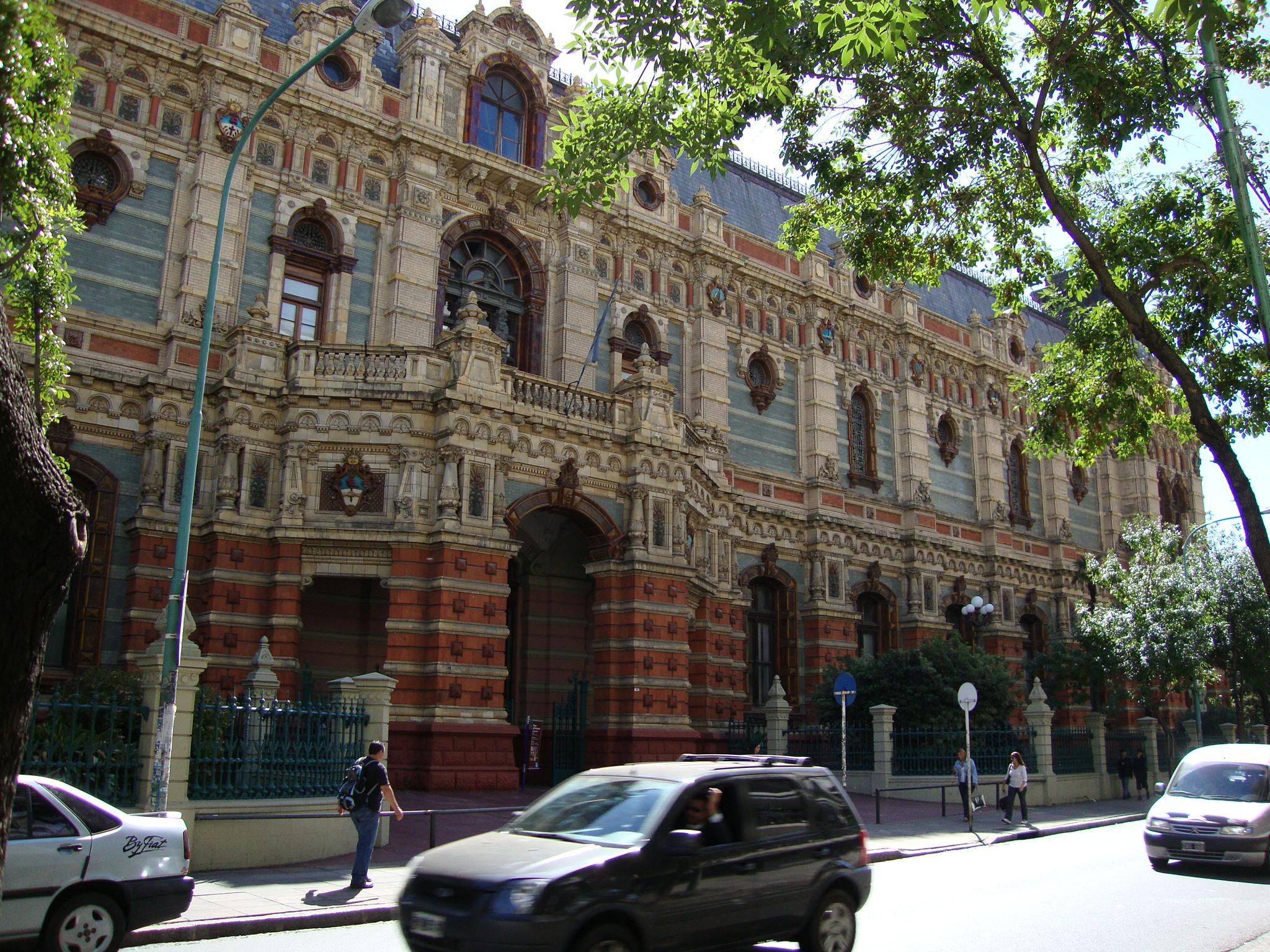
Façade sur la rue Riobamba.
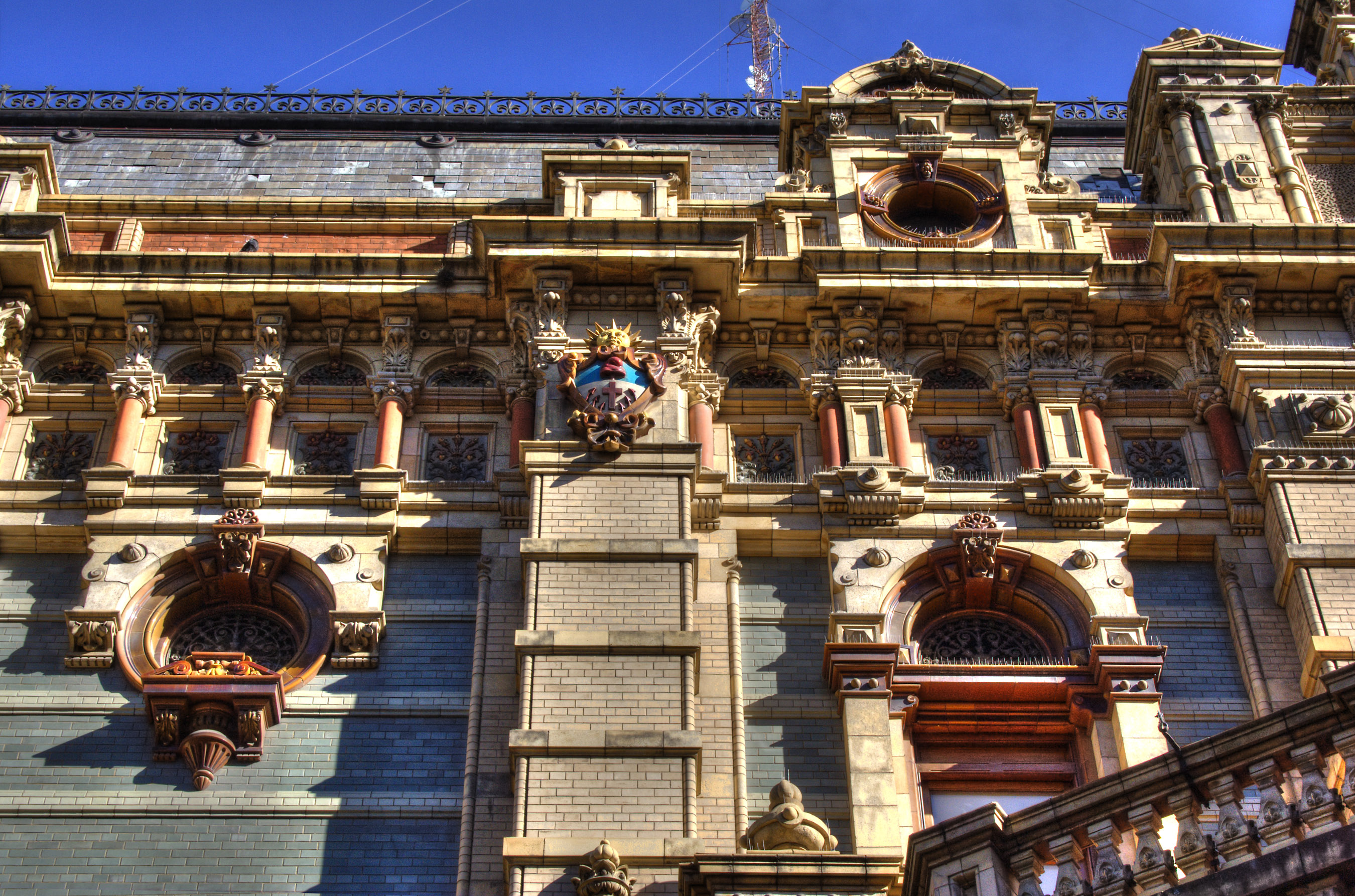
Détail de la façade sur la rue Riobamba.

Le Palais des eaux courantes, à l'intérieur
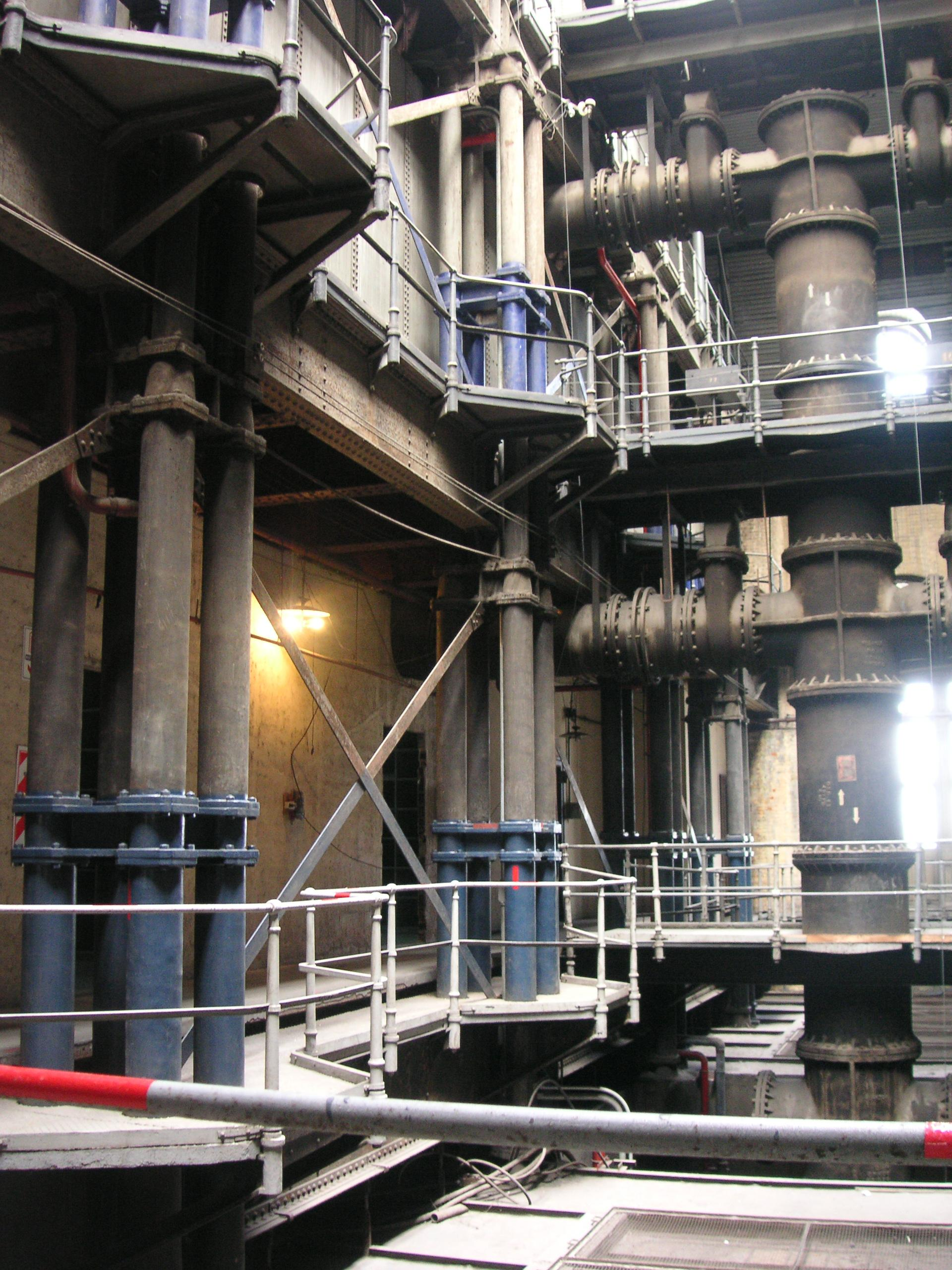
Canalisations d’eau.
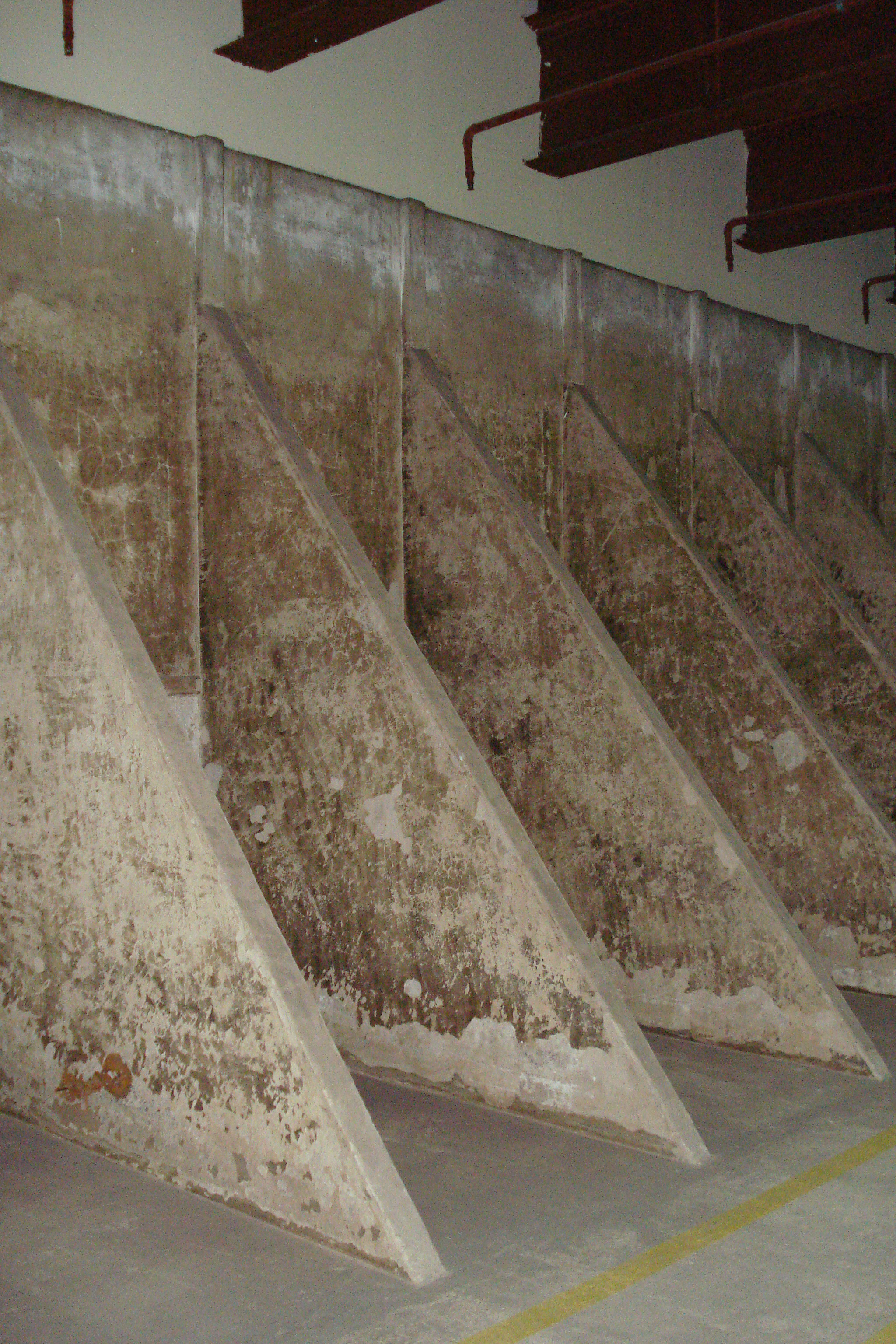
Ancien réservoir d'eau.
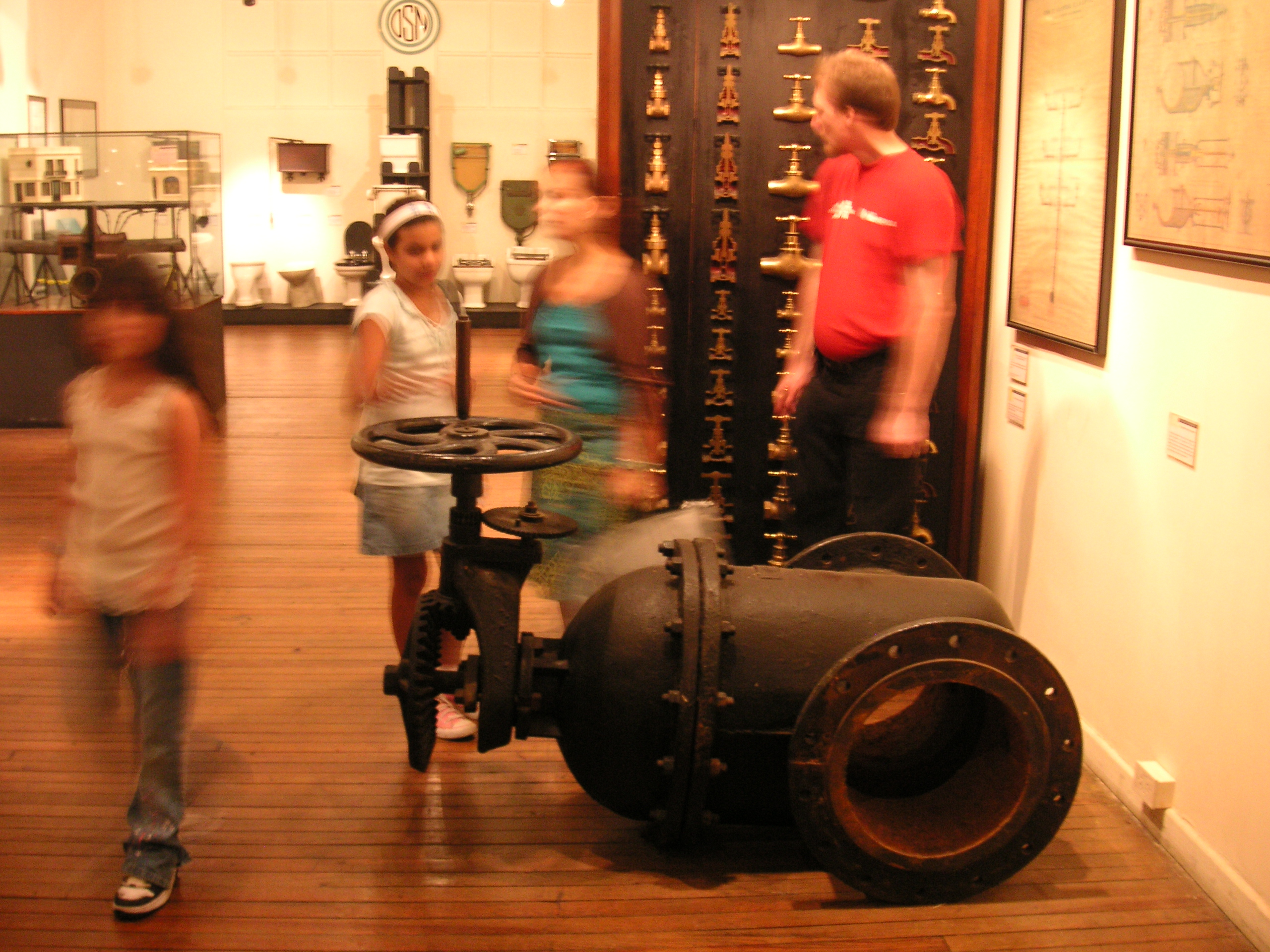
Dans le musée.
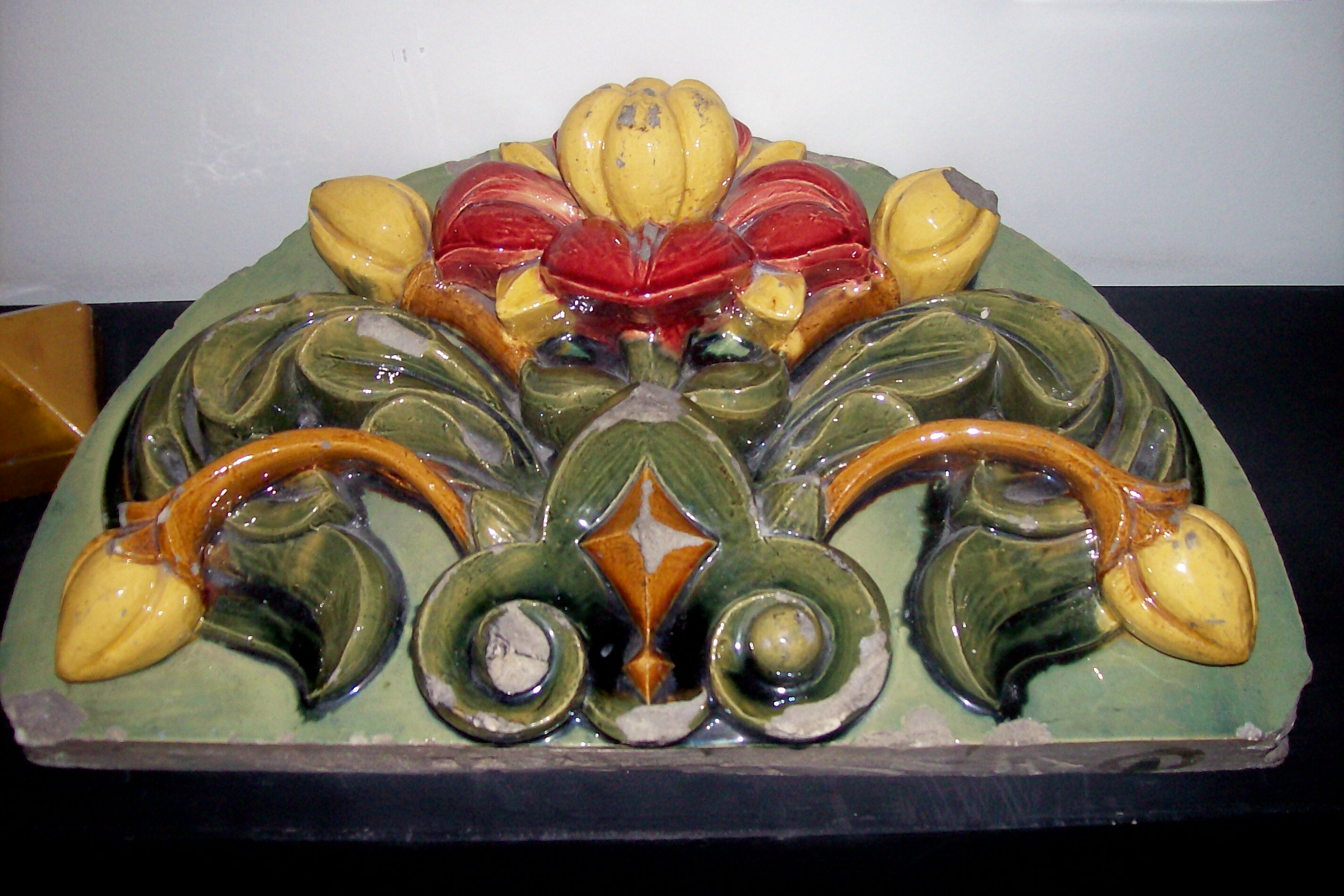
Céramique exposée au Musée, semblable à celles qui ornent la façade.
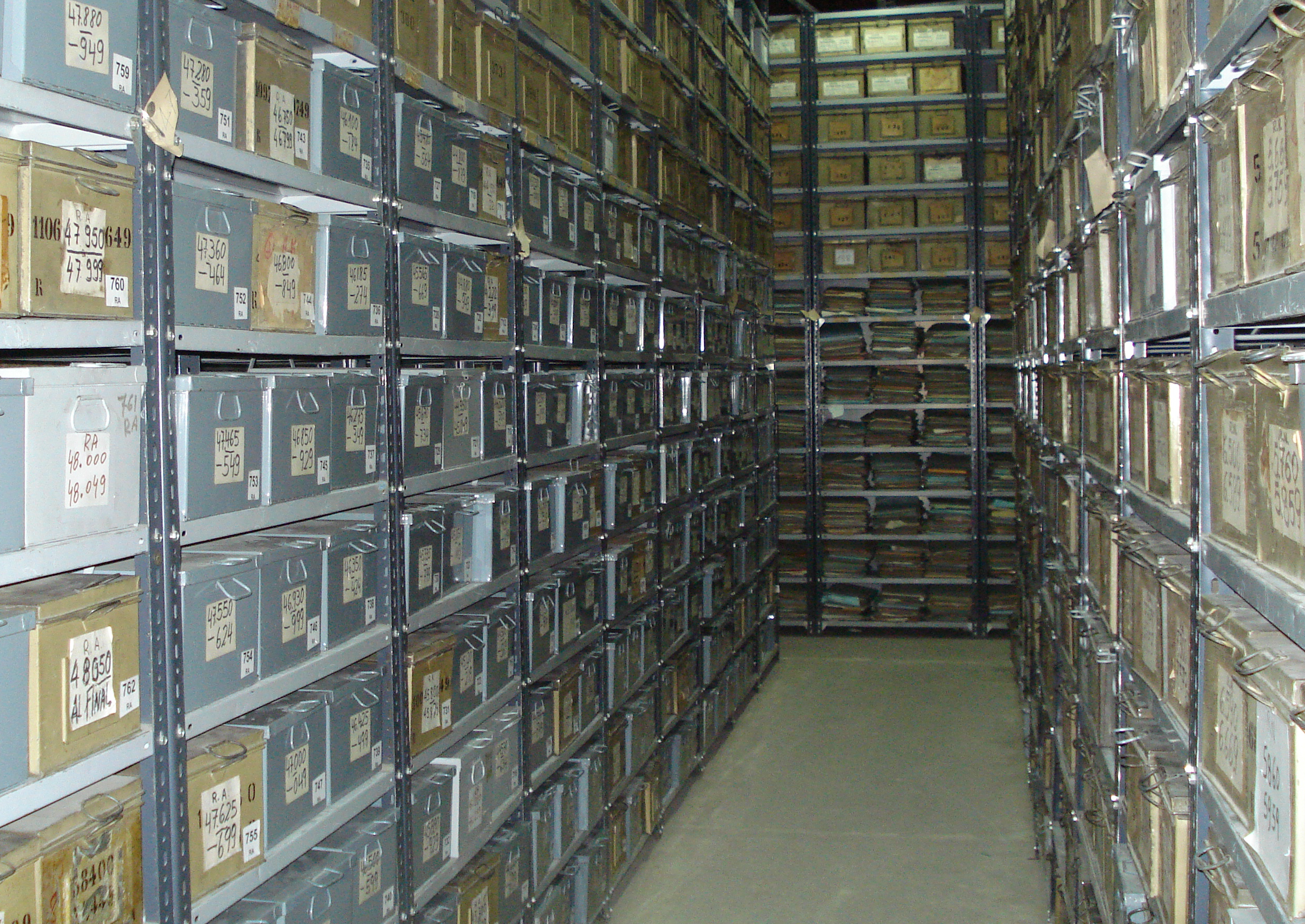
Archives historiques de la "AySA" (acronyme de Agua y Saneamientos Argentinos, Compagnie argentine des eaux et de l’assainissement).
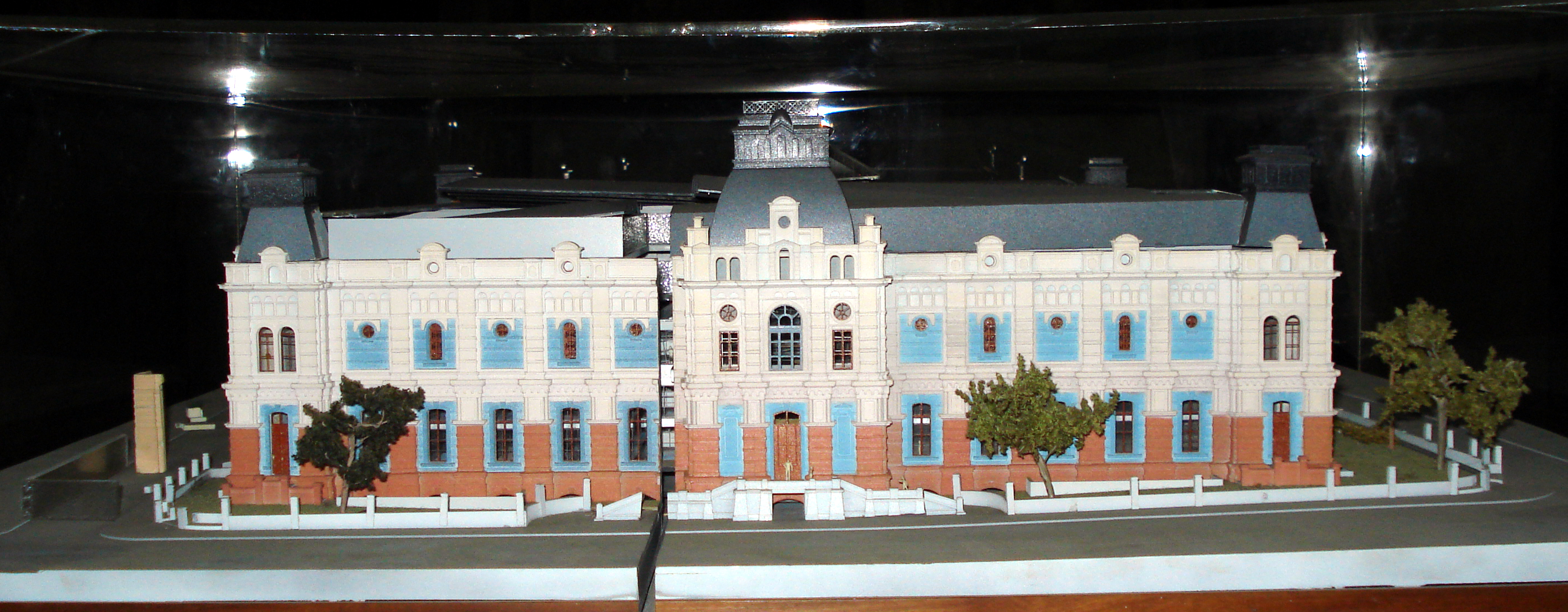
Maquette originale du bâtiment (archives de la AySA).